# Linköping FC
O Linköping FC, vulgarmente conhecido como Linköping ( PRONÚNCIA), é um clube de futebol feminino, sediado na cidade de Linköping, na província histórica da Östergötland, no sul da Suécia.

Foi fundado em 2003.

É um dos maiores clubes de futebol feminino do país, tendo vencido várias vezes o Campeonato Sueco de Futebol Feminino (Damallsvenskan) e a Copa da Suécia de Futebol Feminino (Svenska cupen i fotboll för damer). 
Atualmente (2023) disputa o Campeonato Sueco de Futebol Feminino (Damallsvenskan), a primeira divisão de futebol feminino da Suécia.                                

## História
O clube foi fundado em 2003 na cidade de Linköping, Suécia, pela fusão de BK Kenty DFF e Linköpings HC. 

### Elenco Anterior
Nota: Bandeiras indicam equipe nacional, conforme definido pelas regras de elegibilidade da FIFA. Os jogadores podem ter mais de uma nacionalidade não-FIFA.
| N.º |               | Posição | Jogadora                |
| --- | ------------- | ------- | ----------------------- |
| 1   | Suécia        | G       | Cajsa Andersson         |
| 2   | Suécia        | G       | Matilda Haglund         |
| 3   | Dinamarca     | D       | Janni Arnth Jensen      |
| 6   | Dinamarca     | M       | Mariann Gajhede Knudsen |
| 9   | Suécia        | A       | Stina Blackstenius      |
| 10  | Suécia        | M       | Emma Lennartsson        |
| 11  | Países Baixos | M       | Renée Slegers           |
| 12  | Portugal      | M       | Cláudia Neto            |
| 13  | Suécia        | M       | Tove Almqvist           |
| 14  | Suécia        | A       | Fridolina Rolfö         |

| N.º |           | Posição | Jogadora                     |
| --- | --------- | ------- | ---------------------------- |
| 15  | Suécia    | D       | Jessica Samuelsson           |
| 16  | Dinamarca | A       | Pernille Harder              |
| 17  | Suécia    | M       | Venera Rexhi                 |
| 19  | Noruega   | M       | Kristine Minde               |
| 20  | Suécia    | D       | Magdalena Ericsson (Capitão) |
| 21  | Suécia    | D       | Maja Krantz                  |
| 23  | Ucrânia   | M       | Vera Djatel                  |
| 24  | Suécia    | M       | Emilia Larsson               |
| 25  | Suécia    | D       | Jonna Andersson              |

## Títulos
Atualizado a 22 de setembro de 2023
Títulos conquistados pelo Linköping FC durante a sua vida desportiva: 
- Campeonato Sueco de Futebol Feminino (Damallsvenskan) : 3

(2009, 2016, 2017).
- Copa da Suécia de Futebol Feminino (Svenska cupen i fotboll för damer) : 5

(2006, 2008, 2009, 2014, 2015).
- Supercopa da Suécia de Futebol Feminino (Svenska Supercupen för damer) : 1

(2009).

## Jogadoras destacadas
- Stina Lennartsson
- Cláudia Neto
- Caroline Seger
- Kosovare Asllani
- Stina Blackstenius
- Fridolina Rolfö
- Magdalena Eriksson